# CCC Sprandi Polkowice/Saison 2016
Diese Liste beschreibt die Mannschaft und die Erfolge des Radsportteams CCC Sprandi Polkowice in der Saison 2016.

## Saison 2016

### Erfolge in der UCI Europe Tour
In der Saison 2016 gelangen dem Team nachstehende Erfolge in der UCI Europe Tour.
| Datum        | Rennen                                 | Kat. | Fahrer            |
| ------------ | -------------------------------------- | ---- | ----------------- |
| 30. April    | 1. Etappe Carpathian Couriers Race     | 2.2U | Alan Banaszek     |
| 1. Mai       | 2. Etappe Carpathian Couriers Race     | 2.2U | Michał Paluta     |
| 14. Mai      | Visegrad 4 Race – GP Polski            | 1.2  | Łukasz Owsian     |
| 22. Mai      | 5. Etappe Bałtyk-Karkonosze Tour (EZF) | 2.2  | Mateusz Taciak    |
| 22. Mai      | 6. Etappe Bałtyk-Karkonosze Tour       | 2.2  | Maciej Paterski   |
| 18.–22. Mai  | Gesamtwertung Bałtyk-Karkonosze Tour   | 2.2  | Mateusz Taciak    |
| 27. Mai      | 1. Etappe Tour of Estonia              | 2.1  | Grzegorz Stępniak |
| 27.–28. Mai  | Gesamtwertung Tour of Estonia          | 2.1  | Grzegorz Stępniak |
| 10.–12. Juni | Gesamtwertung Tour of Małopolska       | 2.2  | Mateusz Taciak    |
| 6. Juli      | 4. Etappe Österreich-Rundfahrt         | 2.1  | Jan Hirt          |
| 8. Juli      | 2. Etappe Sibiu Cycling Tour           | 2.1  | Nikolaj Michajlow |
| 2.–9. Juli   | Gesamtwertung Österreich-Rundfahrt     | 2.1  | Jan Hirt          |
| 6.–10. Juli  | Gesamtwertung Sibiu Cycling Tour       | 2.1  | Nikolaj Michajlow |
| 30. Juli     | 3. Etappe Dookoła Mazowsza             | 2.2  | Tomasz Kiendys    |

### Erfolge in den Nationalen Straßen-Radsportmeisterschaften
In den Rennen der Nationalen Straßen-Radsportmeisterschaften 2016 konnte das Team nachstehende Titel erringen.
| Datum    | Rennen                                           | Fahrer        |
| -------- | ------------------------------------------------ | ------------- |
| 22. Juni | Polnische Meisterschaft – Einzelzeitfahren (U23) | Patryk Stosz  |
| 25. Juni | Polnische Meisterschaft – Straßenrennen (U23)    | Michał Paluta |

### Zugänge – Abgänge
| Zugänge             | Team 2015                    | Abgänge               | Team 2016                     |
| ------------------- | ---------------------------- | --------------------- | ----------------------------- |
| Marcin Mrożek       | Neoprofi                     | Grega Bole            | Nippo-Vini Fantini            |
| Alan Banaszek       | Neoprofi                     | Stefan Schumacher     | Christina Jewelry Pro Cycling |
| Víctor de la Parte  | Team Vorarlberg              | Marek Rutkiewicz      | Wibatech Fuji Żory            |
| Simone Ponzi        | Southeast                    | Cristian Delle Stelle |                               |
| Felix Großschartner | Team Felbermayr Simplon Wels |                       |                               |

### Mannschaft
| Teamkader 2016                            | Teamkader 2016     | Teamkader 2016 | Teamkader 2016                            |
| Name                                      | Geburtsdatum       | Land           | Vorheriges Team                           |
| ----------------------------------------- | ------------------ | -------------- | ----------------------------------------- |
| Alan Banaszek                             | 30. Oktober 1997   | Polen          |                                           |
| Piotr Brożyna                             | 17. Februar 1995   | Polen          | Telco'm-Gimex (2014)                      |
| Josef Černý                               | 11. Mai 1993       | Tschechien     | Wibatech-LMGK Ziemia Brzeska (2012)       |
| Víctor de la Parte                        | 22. Juni 1986      | Spanien        | Team Vorarlberg (2015)                    |
| Felix Großschartner                       | 23. Dezember 1993  | Österreich     | Felbermayr Simplon Wels (2015)            |
| Jan Hirt                                  | 21. Januar 1991    | Tschechien     | Etixx (2014)                              |
| Adrian Honkisz                            | 27. Februar 1988   | Polen          | TKK Pacific (2008)                        |
| Jakub Kaczmarek                           | 27. September 1993 | Polen          | Telco'm-Gimex (2014)                      |
| Tomasz Kiendyś                            | 23. Juni 1977      | Polen          | Knauf Team (2006)                         |
| Adrian Kurek                              | 29. März 1988      | Polen          | Utensilnord Named (2012)                  |
| Eryk Latoń                                | 22. August 1993    | Polen          | BDC Marcpol (2014)                        |
| Kamil Małecki                             | 2. Januar 1996     | Polen          |                                           |
| Jarosław Marycz                           | 17. April 1987     | Polen          | Saxo Bank-Tinkoff Bank (2012)             |
| Bartłomiej Matysiak                       | 11. September 1984 | Polen          | Legia (2008)                              |
| Nikolaj Michajlow                         | 8. April 1988      | Bulgarien      | AVC Aix-en-Provence (2011)                |
| Marcin Mrożek                             | 26. Februar 1990   | Polen          |                                           |
| Łukasz Owsian                             | 24. Februar 1990   | Polen          |                                           |
| Michał Paluta                             | 4. Oktober 1995    | Polen          | TKK Pacific Toruń - Nestlé Fitness (2014) |
| Maciej Paterski                           | 12. September 1986 | Polen          | Cannondale (2013)                         |
| Leszek Pluciński                          | 3. Juni 1990       | Polen          | BDC Marcpol (2014)                        |
| Simone Ponzi                              | 17. Januar 1987    | Italien        | Southeast (2015)                          |
| Davide Rebellin                           | 9. August 1971     | Italien        | Meridiana Kamen (2012)                    |
| Branislau Samojlau                        | 25. Mai 1985       | Belarus        | Movistar Team (2012)                      |
| Grzegorz Stępniak                         | 24. März 1989      | Polen          | ALKS Stal Grudziądz (2011)                |
| Patryk Stosz                              | 15. Juli 1994      | Polen          | TC Chrobry Lasocki Głogów (2013)          |
| Sylwester Szmyd                           | 2. März 1978       | Polen          | Movistar Team (2014)                      |
| Mateusz Taciak                            | 19. Juni 1984      | Polen          | Mróz-Active Jet (2010)                    |
|                                           |                    |                |                                           |
| Quellen: ProCyclingStats Cycling Archives |                    |                |                                           |